# Хайнрих II фон Лаах
Хайнрих II фон Лаах (на немски: Heinrich II von Laach; * ок. 1050; † 23 октомври 1095, замък Лаах) от род Глайберг-Люксембург, е от 1085 или най-късно от 1087 г. до смъртта си първият пфалцграф на Рейн.

## Живот
Хайнрих II е син на Херман I фон Глайберг († 1062 или 1076), който е един от шестте синове на граф Фридрих в Мозелгау († 1019) и съпругата му Ирмтруда фон Ветерау († сл. 1015), наследничката на замък Глайберг. Наследява от баща си южната територия на езерото Лаах, където на източния бряг си построява своя замък и се нарича на него „фон Лаах“.
Той е на страната на император Хайнрих IV по време на конфликтите му с въстаналия княз и гегенкрал Рудолф фон Райнфелден и се бие през 1080 г. Също той помага на императора след това против гегенкрал Херман от Салм.
Хайнрих II се жени през 1089 г. за Аделхайд фон Ваймар-Орламюнде (* ок. 1055, † 28 март 1100), дъщеря на Ото I фон Ваймар от род Ваймар-Орламюнде, маркграф на Майсен. Тя е вдовица на граф Адалберт II от Баленщет († ок. 1080) и на лотарингския пфалцграф Херман II († 1085). Тя му донася пфалцграфството като зестра. Нямат деца. Хайнрих II осиновява нейния втори син Зигфрид фон Ваймар-Орламюнде, който след смъртта му през 1095 г. го наследява 1095/1097 г. като пфалцграф на Рейн.
През 1093 г. Хайнрих II и Аделхайд основават манастир Лаах (Мария Лаах) на югозападния бряг на езерото Лаах в Айфел срещу неговия замък Лаах.